# Drosera occidentalis
Drosera occidentalis är en sileshårsväxtart som beskrevs av Morr. Drosera occidentalis ingår i släktet sileshår, och familjen sileshårsväxter.
Artens utbredningsområde är:
- Ashmore-Cartieröarna.
- Western Australia.

## Underarter
Arten delas in i följande underarter:
- D. o. australis
- D. o. occidentalis
- D. o. microscapa
- D. o. occidentalis

## Bildgalleri